# آيت حمو بولمان (آيت ميمون)
آيت حمو بولمان هي إحدى مشيخات المملكة المغربية، تتبع جغرافيا لإقليم الخميسات وإداريًا لآيت ميمون. يقدر عدد سكانها بـ 2557 نسمة حسب الإحصاء الرسمي للسكان والسكنى لسنة 2004.